# Montagny-lès-Buxy
Montagny-lès-Buxy – miejscowość i gmina we Francji, w regionie Burgundia-Franche-Comté, w departamencie Saona i Loara.
Według danych na rok 1990 gminę zamieszkiwało 221 osób, a gęstość zaludnienia wynosiła 42 osoby/km² (wśród 2044 gmin Burgundii Montagny-lès-Buxy plasuje się na 691. miejscu pod względem liczby ludności, natomiast pod względem powierzchni na miejscu 1221.).